# Le Scaphandre et le Papillon
Le Scaphandre et le Papillon is een Frans-Amerikaanse (Franstalige) biografische dramafilm uit 2007 onder regie van Julian Schnabel. Het verhaal is gebaseerd op dat uit het gelijknamige autobiografische boek van Jean-Dominique Bauby. De voormalig Elle-journalist 'schreef' dit nadat hij door een beroerte op 43-jarige leeftijd het locked-in-syndroom opliep en alleen nog één oog kon bewegen.

## Verhaal
Jean-Do wordt wakker en ligt tot zijn verrassing in een ziekenhuis in Berck-sur-Mer. Dokter Cocheton stelt zich aan hem voor en vertelt Bauby dat hij een beroerte heeft gehad en drie weken in coma lag. Hij denkt in eerste instantie dat hij de arts antwoord geeft, maar wanneer die daar totaal niet op reageert, realiseert hij zich dat hij zijn woorden alleen denkt en fysiek geen woord over zijn lippen krijgt. Bauby raakt niet direct in paniek, want hij weet dat het na een beroerte een tijd kan duren voor het spraakvermogen terugkeert en Cocheton stelt hem hierover gerust. Dit blijkt even later niettemin alleen omdat Cocheton het aan neuroloog Lepage moest overlaten om Bauby de volledige waarheid te vertellen. Zijn beroerte was zo zwaar dat hij het locked-in-syndroom heeft opgelopen. Hierdoor zijn in zijn geval alle spieren in zijn lichaam verlamd, behalve die van zijn linkeroog. Daarom wordt zijn rechteroog ook nog dichtgenaaid om hoornvliesontsteking te voorkomen. Geestelijk is hij wel nog net zo bekwaam als altijd, waardoor hij mentaal volledig gezond 'gevangen' zit in zijn eigen lichaam. Het enige dat Lepage Bauby kan beloven, is goede zorg en een beetje hoop dat zijn toestand ooit iets beter wordt.
Fysiotherapeute Marie Lopez en logopediste Henriette Durand komen zich aan Bauby's bed aan hem voorstellen. Lopez wil met hem gaan oefenen zodat hij misschien op termijn zijn lippen en tong weer een beetje kan bewegen, zodat hij zelf kan slikken en eten. Durand wil Bauby leren communiceren met zijn ene oog. Dat begint met één keer knipperen om 'ja' te zeggen en twee keer voor 'nee'. Kort daarop vertelt ze hem over een systeem waarmee hij woorden kan vormen, het 'ESARIN-alfabet'. Hierop staan de letters van het alfabet zo gerangschikt dat degenen die volgens onderzoek het vaakst gebruikt worden vooraan staan en degenen die het minst worden gebruikt achteraan. Durand leest hem telkens de letters voor en telkens als ze een letter noemt waarmee hij een woord wil vormen, moet hij één keer met zijn oog knipperen. Een paar keer snel knipperen betekent dat hij een bepaalde letter niet bedoelde. Het eerste dat Bauby zo aan Durand vertelt, is dat hij dood wil. Hij voelt zich alsof hij in een ouderwets zwaar loden duikpak onder water zit, waarin hij alleen kan kijken zonder te bewegen.
De eerste die voormalig levensgenieter Bauby bezoekt is zijn vroegere vriendin Céline Desmoulins, met wie hij drie kinderen kreeg maar nooit trouwde, omdat hij liever van vriendin naar vriendin fladderde. Zijn meest recente vriendin ziet hij niet meer terug: ze vindt het te zwaar om hem zo te zien en wil zich hem herinneren zoals hij was. Volledig aangewezen op zijn eigen mentale wereld heeft Bauby alle tijd om zijn vroegere en huidige leven te overzien. Hij beseft hierbij wie er echt om hem geven. Desmoulins neemt hem mee naar het park samen met hun kinderen en voor het eerst in zijn leven voelt Bauby zich echt hun vader. Hij besluit dat elk beetje leven dat hij nog heeft beter is dan helemaal geen leven.
Bauby laat Durand naar zijn uitgeefster Betty bellen. Hij had een contract om nog één boek voor haar te schrijven, maar toen zij hoorde van zijn beroerte beschouwde zij dat als onmogelijk. Bauby wil dit met behulp van het ESARIN-alfabet niettemin alsnog doen. Betty stuurt daarom haar als extreem geduldig te boek staande medewerkster Claude Mendibil naar hem toe. Vanaf dat moment staat Bauby elke morgen om 5.00 uur 'op' om te bedenken wat hij wil schrijven en dicteert dit vanaf 8.00 uur aan Mendibil. Hij wilde voor zijn beroerte eigenlijk 'De gravin van Monte Christo' schrijven, een alternatieve versie van De graaf van Monte-Cristo. In plaats daarvan schrijft hij nu samen met Mendibil Le Scaphandre et le Papillon ('het duikpak en de vlinder'). Centraal hierin staan zijn leven, gevoelens en overdenkingen vanuit het standpunt van een persoon met het locked-in-syndroom. Het lukt om het boek af te maken en Bauby hoort nog de reacties op de publicatie; tien dagen later overlijdt hij aan longontsteking.

## Rolverdeling
- Mathieu Amalric: Jean-Do
- Emmanuelle Seigner: Céline
- Marie-Josée Croze: Henriette Roi
- Anne Consigny: Claude
- Patrick Chesnais: Dokter Lepage
- Niels Arestrup: Roussin
- Olatz López Garmendia: Marie Lopez
- Jean-Pierre Cassel: Vader Lucien
- Marina Hands: Joséphine
- Max von Sydow: Papinou
- Gérard Watkins: Dokter Cocheton
- Théo Sampaio: Théophile
- Fiorella Campanella: Céleste
- Talina Boyaci: Hortense
- Isaach De Bankolé: Laurent

## Achtergrond
Hoewel de film is opgenomen in Frankrijk met Franstalige acteurs, was het oorspronkelijk de bedoeling dat het Amerikaanse bedrijf Universal Pictures de film zou gaan produceren. Het scenario was oorspronkelijk dan ook in het Engels en Johnny Depp zou de rol van Bauby gaan spelen. Volgens scenarioschrijver Ronald Harwood adviseerde Depp de producenten om Julian Schnabel als regisseur aan de film toe te wijzen. Universal Pictures stelde de start van de productie steeds uit, waardoor twee jaar later Pathé de productie overnam. Depp verliet hierop het project om zich te richten op zijn rol in Pirates of the Caribbean: At World's End. Schnabel bleef wel aan het project verbonden als regisseur. De film werd uiteindelijk geproduceerd door Pathé en France 3 Cinéma, in samenwerking met Banque Populaire Images 7 en het Amerikaanse Kennedy/Marshall Company.
Schnabel gebruikte naar eigen zeggen persoonlijke ervaringen in de film. Volgens de New York Sun stond Schnabel erop dat de film in het Frans zou worden opgenomen, ondanks druk van de producenten om er een Engelstalige film van te maken. Schnabel was van mening dat Frans beter zou werken gezien dit ook de taal was waarin het boek van Jean-Dominique Bauby was geschreven. Schnabel nam zelfs Franse lessen om de film in het Frans te kunnen opnemen.
Belangrijke aspecten in Bauby's leven zijn in de film geheel anders voorgesteld dan in het boek, zoals de relaties met de moeder van zijn kinderen en zijn laatste vriendin.

## Prijzen en nominaties
Le Scaphandre et le Papillon werd genomineerd voor de Oscar voor beste bewerkte scenario, beste regie, beste camerawerk en beste montage. Meer dan veertig andere prijzen werden de film daadwerkelijk toegekend, waaronder Golden Globes voor beste regie en beste niet-Engelstalige film, Césars voor beste acteur (Mathieu Amalric) en beste montage, de prijs voor beste regie en de grote prijs voor techniek op het Filmfestival van Cannes 2007, een BAFTA Award voor het scenario en Film Independent Spirit Awards voor beste regie en beste camerawerk.